# Kamptosoma
Famille
Genre
Synonymes
- Cuenotia Lambert & Thiery, 1914[2]

Kamptosoma est un genre d'oursins (échinodermes) abyssaux de l'ordre des Echinothurioida, le seul de la famille des Kamptosomatidae.

## Description
Ce sont des oursins au corps discoïde et flexible, d'assez grande taille, qui vivent en eaux profondes. 
La coquille (« test ») est flexible, composée de plaques minces et peu calcifiées. Le disque apical est monocyclique avec des oculaires allongées et étroites, et des plaques génitales composées. Les ambulacres sont relativement larges, presque autant que les intermbulacres à l'ambitus. Les plaques ambulacraires sont trigéminées à l'apex mais sinon principalement bigéminées. Les interambulacres sont larges, avec des plaques ambitales distinctement concavo-convexes et plus larges que hautes. Les plaques ambitales et subambitales portent un tubercule primaire, perforé et crénulé. Ailleurs, la tuberculation est réduite et les plaques presque nues. Le péristome est assez petit, entouré de dix plaques buccales élargies munies de podia ainsi que de quelques plaques péristomiales autour de la bordure. Les piquants (« radioles ») sont très longues, fines et creuses, légèrement épineuses.

## Liste des espèces
Selon World Register of Marine Species (10 mai 2020) :
- Kamptosoma abyssale Mironov, 1971
- Kamptosoma asterias (A. Agassiz, 1881)

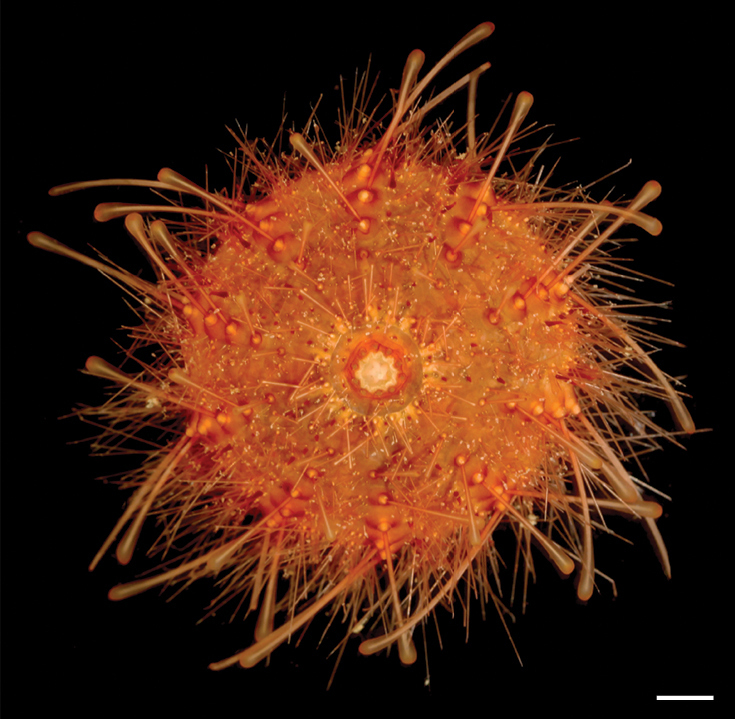
Kamptosoma abyssale
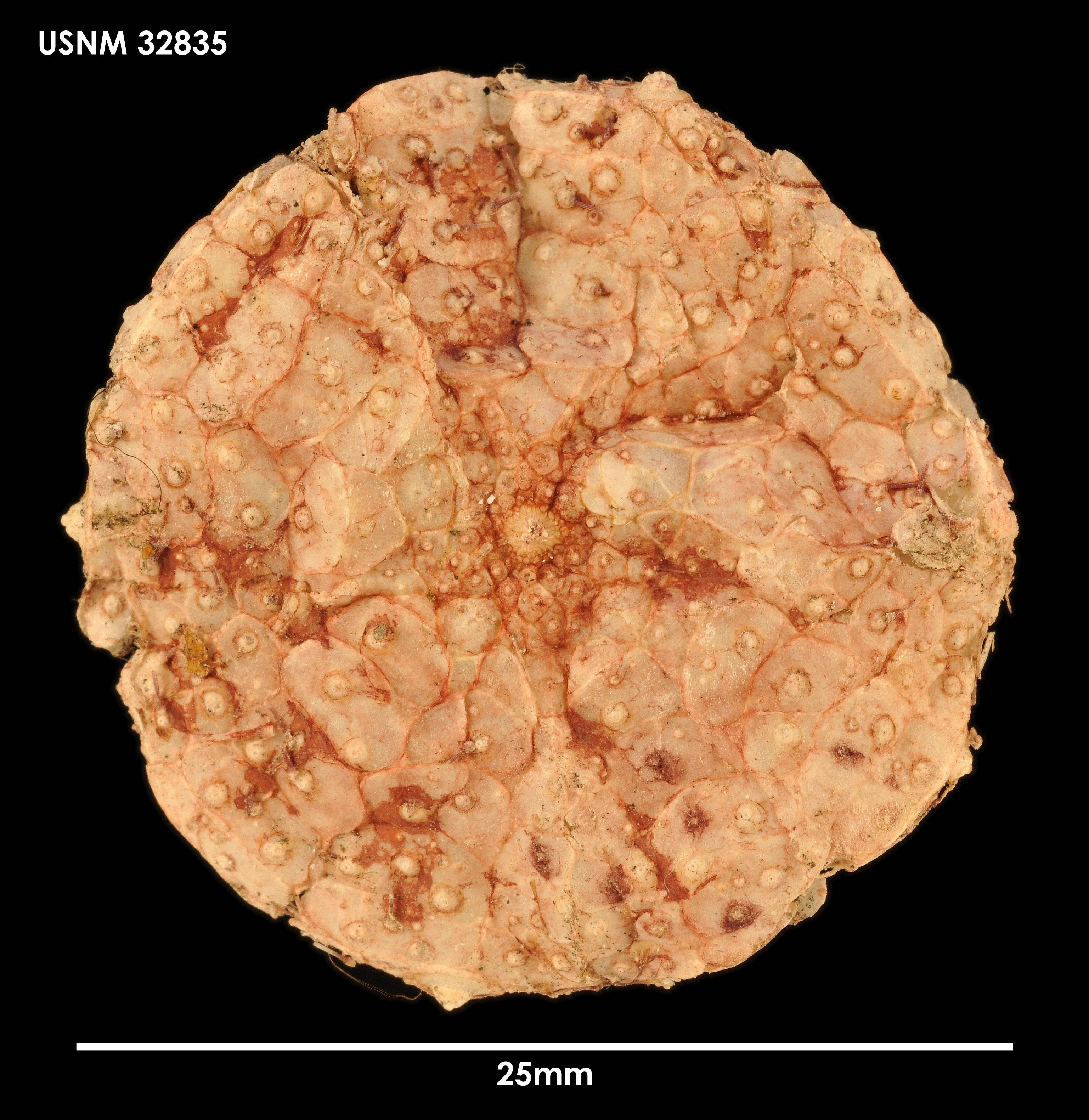
Kamptosoma asterias.